# Belisana inthanon
Belisana inthanon là một loài nhện trong họ Pholcidae. Loài này được phát hiện ở Thái Lan.